# Charles Friderich
Charles Marie Friderich (* 20. März 1828 in Genf; † 9. Januar 1880 ebenda, heimatberechtigt in Genf) war ein Schweizer Politiker und Rechtsgelehrter.
Charles Friderich besuchte in den Jahren 1844 bis 1851 das Gymnasium und die Akademie in Genf und schloss seine Studien 1852 mit dem Lizentiat ab. Während dieser Zeit trat er dem Schweizerischen Zofingerverein bei, den er 1849 bis 1850 auch präsidierte. 1862 wurde er in den Verfassungsrat des Kantons Genf gewählt, in welcher Stellung er tätig an dem Sturz der Diktatur James Fazys mitwirkte. 1864 war er Mitglied der Genfer Regierung, welcher er während der Herrschaft der Independenten bis 1870 angehörte.
Das Genfer Verfassungsgesetz von 1868, welches die Gleichstellung der Bürger des ganzen Kantons zur Wirklichkeit machte, war hauptsächlich sein Werk; ebenso hatte er Anteil an der Vorlage zweier Verfassungsgesetze von 1870, welche die Einführung des Referendums und Vermehrung der Wahlkreise bezweckten, vom Volk jedoch verworfen wurden, was den Rücktritt der Independenten-Regierung zur Folge hatte.
Dem schweizerischen Nationalrat gehörte Friderich bis 1875 an und war 1872 Präsident desselben. Als hervorragender Jurist leistete er als Mitglied der Legislative der Eidgenossenschaft grosse Dienste, namentlich bezüglich der Bearbeitung der Entwürfe für ein einheitliches Handels- und Obligationenrecht. Er starb am 9. Januar 1880 in Genf.

## Weblink
- Jean de Senarclens: Friderich, Charles. In: Historisches Lexikon der Schweiz.